# Tytus Flawiusz Sabinus (zm. 90)
Tytus Flawiusz Sabinus (młodszy) (Titus Flavius Sabinus, ur. zapewne około 55, zm. 90). Był synem Tytusa Flawiusza Sabinusa, starszym bratem Flawiusza Klemensa, bratem stryjecznym rzymskich cesarzy Tytusa i Domicjana.
Pełnił urząd konsula w 82 roku.
Został stracony na polecenie Domicjana za to, że jeden z wywołaczy przez pomyłkę nazwał Sabinusa cesarzem zamiast nowo obranym konsulem.